# Stade du Patro Eisden
 (août 2021).
Si vous disposez d'ouvrages ou d'articles de référence ou si vous connaissez des sites web de qualité traitant du thème abordé ici, merci de compléter l'article en donnant les références utiles à sa vérifiabilité et en les liant à la section « Notes et références ».
Le stade du Patro (ou Patrostadion) est un stade situé à Maasmechelen, tout à l'Est de la Province de Limbourg, en Belgique.
D'une capacité de 5 500 spectateurs, il accueille depuis son inauguration en 2003, les matches du club de football du K. Patro Eisden Maasemechlen.